# KOI
KOI, conocido actualmente como Movistar KOI por la fusión a principios del 2024, es una organización de origen español dedicada a los deportes electrónicos fundada en 2021 por el youtuber y streamer español Ibai Llanos y el exfutbolista y empresario español Gerard Piqué, con sede en Barcelona, España. Desde finales de 2022 el club se fusionó con la ex-organización de e-sports Rogue. Posteriormente rompieron esta fusión y se unieron a Mad Lions y Movistar Riders. Actualmente, la organización compite en los videojuegos League of Legends, Valorant, Teamfight Tactics, EA Sports FC 24, Pokémon World Championships y Counter-Strike 2.También cuentan con varios creadores de contenido, entre los que se destacan: Ander Cortés, SergioFFerra, BlackElEspanolito, Skain, Knekro, Kuentin, entre otros más.

## Historia
El 1 de septiembre de 2021 el influencer y ex-comentarista de deportes electrónicos Ibai Llanos anunció junto al exfutbolista Gerard Piqué mediante un vídeo en su canal de YouTube que conformarían un club de deportes electrónicos para competir en la Superliga LVP (máxima competición española de League of Legends), adquiriendo una plaza tras el ascenso de uno de los equipos. Se dijo en aquel momento que aún no había sido decidido nada en cuanto a nombres, logos, patrocinadores o jugadores y que se sabría más con el paso del tiempo.
El 15 de noviembre, a las 21:00 horas (CET), Ibai Llanos anunció en un directo desde la plataforma de streaming Twitch que organizaría un evento el 15 de diciembre en el Palau Sant Jordi de Barcelona donde se conocería toda la información referida al nuevo club (logo, nombre, patrocinadores...), así como la plantilla del equipo de League of Legends, y el conjunto de creadores de contenido. Además, confirmó que el equipo de League of Legends se estrenaría ese mismo día en un enfrentamiento amistoso contra el club francés Karmine Corp.

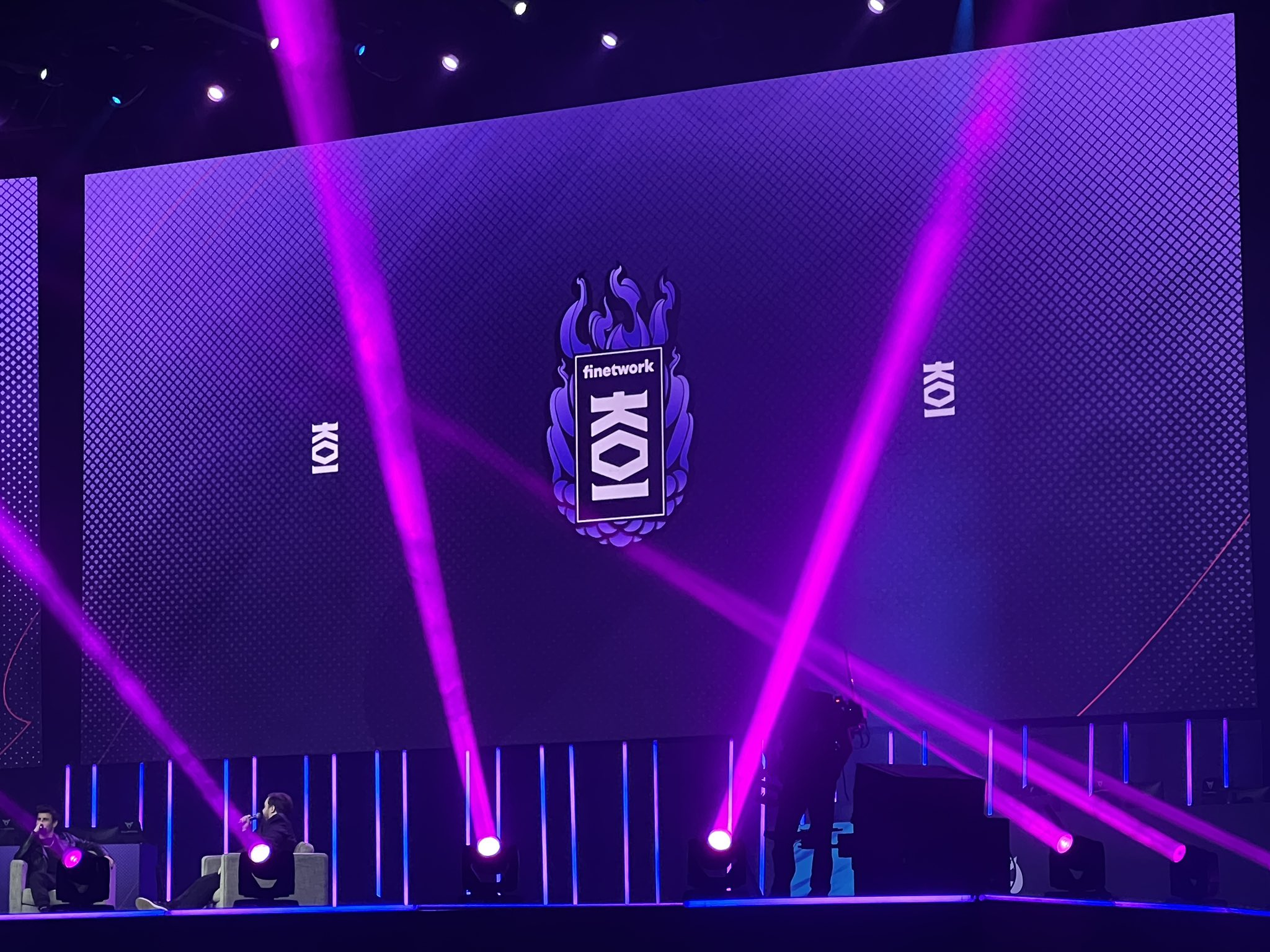
Presentación oficial de KOI.

A la presentación oficial el 15 de diciembre en el Palau Sant Jordi acudieron presencialmente 15.000 personas, a las que se sumaron las que siguieron el evento en una retransmisión en vivo en Twitch, con picos de audiencia que superaban las 350.000 personas. Se reveló que el nombre del equipo sería Finetwork KOI. Los patrocinadores que conformarían el equipo inicialmente serían Finetwork, Disney+, Telepizza, InfoJobs, Cupra, Samsung y Kelme.
En el evento se presentó a la primera plantilla de League of Legends, conformada por los reconocidos jugadores Enzo "SLT" González (toplaner), Luís "Koldo" Pérez (jungla), Jørgen "Hatrixx" Elgåen (midlaner), Rafa "Rafitta" Ayllón Zapata (AD Carry) y Daniel "seaz" Binderhofer (apoyo), así como al equipo técnico en el que participarían Jesús "Falco" Pérez y Tiago "Aziado" Rodrigues como entrenadores.
En la plantilla de creadores de contenido, Ibai confió en su compañero de trabajo y viejo amigo Ernesto "BarbeQ" Folch para la dirección de contenidos y para ser creador de contenido junto a sus 12 compañeros restantes: Ander Cortés, Knekro, Mayichi, JuanSGuarnizo, NiaLakshart, Pandarina, Elisawaves, Karchez, Amph, Suzyroxx, Riobó y Carola.
Durante el mismo evento se anunció que KOI competiría también en Valorant, otro juego de Riot Games, y cuya plantilla de jugadores se sabría pronto. Finalmente, el día 5 de enero de 2022, el club anunció desde su cuenta oficial de Twitter que el equipo contaría Gabriel "starkk" Marqués, Ladislav "Sacake" Sachr, Oskar "PHYRN " Palmqvist, Joona "H1ber" Parviainen, Gabriel "shrew" Gessle y Gerard Vicente "ThoR" Domínguez como suplente.
El 31 de marzo de 2022, a través de las redes sociales de KOI, se dio la noticia de que el club incursionaría en Teamfight Tactics con la incorporación del exjugador profesional de League of Legends Antonio "Reven" Pino, quien anteriormente había competido también en la alta escena de Teamfight Tactics.
El 25 de mayo de 2022, se incorpora Axozer como nuevo creador de contenido para la organización mediante el face-reveal del influencer en su canal de Twitch en donde mostró que formaría parte de KOI.
El 10 de diciembre de 2022, KOI anunció a través de sus plataformas sociales el fichaje por el ex-caster de la Liga de Videojuegos Profesional y exjugador profesional de League of Legends, David "Skain" Carbó como nuevo creador de contenido centrado en la división de League of Legends de dicha organización.
El 9 de enero de 2023, mismo día de la salida de los polémicos fichajes de Gamergy, se anunció la "casa de streamers de KOI", contando con David "Skain" Carbó Ferrer (ex-caster de la Liga de Videojuegos Profesional), "Shiro", "Maylén" y "Pau Senpai".
El día 13 de enero de 2023, a través de las redes sociales de la organización se hizo público el fichaje de KOI a Sergio Ferra Salcedo, excaster en la Liga de Videojuegos Profesional y actualmente narrador en  LaLiga y Movistar Plus+.
Ferra será el encargado de los casteos de las partidas de Valorant de la organización y de crear contenido para el club.

### Fusión con el club de esports Rogue
El 6 de octubre de 2022, el streamer español Ibai Llanos anunció oficialmente la fusión de KOI con Rogue. Según el acuerdo, ambas organizaciones se unirían para competir juntos en las distintas disciplinas deportivas de las que formaban parte a partir de 2023, y jugarían bajo el nombre de KOI. De esta forma, ambos clubes competirían juntos en la League of Legends European Championship (LEC), la Superliga LVP, la Valorant Champions Tour EMEA (VCT) y con equipos también en las competiciones de Rocket League, Tom Clancy's Rainbow Six: Siege y Call of Duty.
El 16 de diciembre de 2022, a las 19:00 horas (CET) en el evento de KOI en Gamergy de Madrid, España y a través del canal de Twitch de Ibai Llanos se hizo pública y definitiva la fusión de KOI con Rogue, estrenando en el evento nueva imagen corporativa, camisetas y merchandising streetwear en asociación con Nike, nueva página web como así también nuevas marcas patrocinadoras y nuevos creadores de contenido. Las marcas que trabajarían con el ahora fusionado KOI serían Nike, Cupra, Infinite Reality, Finetwork, Republic of Gamers, y Razer Inc..
Por otra parte, se hicieron públicos también los nuevos equipos de las divisiones de Valorant y League of Legends, respectivamente. Para finalizar el evento, el equipo de League of Legends se enfrentó a Fnatic.

### Alejamiento de Infinite Reality y fusión con OveractiveMedia y Movistar Riders
Luego de malos rendimientos y debido a diferencias en el manejo deportivo Ibai anuncia su alejamiento amistoso de Infinite Reality quedándose estos con la plaza de LEC y los equipos de Call of Duty y Rocket League. Por otro lado KOI mantenía la marca, las plaza en VCT Valorant y Superliga y el equipo de FIFA. Esta separación se llevaría a cabo con a finalización del Campeonato Mundial de League of Legends.
El 4 de enero del 2024 en un evento realizado en el Movistar eSports Center se anuncia la triple fusión entre KOI, Mad Lions y Movistar Riders.
KOI aporta la marca y la plaza en VCT EMEA, vendiendo su plaza en Superliga; MAD Lions aporta la plaza en LEC y los equipos femeninos en Valorant Game Changers y League of Legends Game Changers; y Movistar Riders aporta la plaza en Superliga y el equipo de Counter Strike 2. También se anuncia que el equipo ficharía a Alex "PokéAlex" Gómez y Eric "Riopaser" Ríos para la Pokémon VGC.
El equipo pasaría a competir bajo el nombre de MAD Lions KOI en LEC, League of Legends Game Changers y Valorant Game Changers, mientras que los equipos de Superliga, VCT EMEA, Counter Strike 2 y Pokémon lo harán bajo el nombre de Movistar KOI.
Actualmente, KOI es una de las organizaciones de deportes electrónicos  más grandes del mundo en cuanto a número de seguidores y aficionados. Sus partidas de League of Legends han alcanzado récords históricos de audiencia en la Superliga LVP, con un promedio de más de 100.000 espectadores en todas sus participaciones entre las transmisiones desde los canales de Twitch de la Liga de Videojuegos Profesional y de Ibai Llanos (quien aporta la mayor parte de la audiencia), y teniendo un máximo pico histórico de 212.000 espectadores.

#### Controversias
Durante el evento de fusión de KOI con Rogue, el fundador y dueño de la organización Ibai Llanos junto al Director de Contenidos de la misma, Ernesto "BarbeQ" Folch Casanoves, presentó a los nuevos creadores de contenido que formarían parte de KOI desde 2023, siendo previamente seleccionados mediante un formulario desde el cual se enviaban las candidaturas, donde los interesados debían adjuntar sus redes sociales y un vídeo de presentación. 
Es así como desde la organización se eligieron creadores de contenido con poca relevancia pero en apariencia "adecuados" para formar parte de KOI. Estos creadores presentados fueron: "Kuro", "Isawela" y Antonio José "AJ". Desde ese momento, la organización hizo pública su entrada al club como así también dieron alcance a sus diferentes plataformas sociales.
Una vez finalizado el evento, varios aficionados allegados al club y personas por fuera de él expresaron su disconformidad por el fichaje del último creador mencionado, pues en sus redes sociales manifestaba insultos a personas del propio KOI, como así también expresaba opiniones en contra de las mujeres y "likeaba" contenido altamente sexualizado sobre ellas.
El día 9 de enero de 2023 se conoció finalmente por las redes sociales de los 3 potenciales creadores de contenido, que no ingresarían a formar parte de la plantilla de streamers para la organización, mencionando haber sido notificados por el propio club ese mismo día. Sin embargo, si bien ellos anunciaron su salida por sus propios medios, no hubo ningún comunicado oficial desde la propia organización, aún cuando la misma se vinculó inicialmente con estos creadores y a su vez estos con la imagen corporativa de KOI. Las únicas personas en pedir disculpas públicamente fueron el propio fundador Ibai Llanos y Carmen Cardenete (quien trabajaba en la selección de creadores), reconociendo "un error".
Tras nuevas críticas surgidas en redes sociales por haber rechazado la incorporación de los 3 creadores, cuando inicialmente la controversia surgió por solo uno de ellos, Ibai Llanos en su canal de Twitch explicó que fue "la mejor decisión que se podía tomar" pues lo ocurrido fue un proceso de selección "nefasto", por lo que según el, ningún creador de contenido merecía ingresar de una manera "tan accidentada".
Durante la fusión entre Rogue y KOI se reportaron impagos hacia jugadores y creadores de contenido, debiendo ser el propio Ibai quien desembolsó dinero de su bolsillo para afrontar la situación. La creación de contenido fue mermada y se perdió el control de la misma por parte de KOI. Esto llevaría a la separación de KOI e Infinite Reality.

## Creadores de contenido
| Creadores de contenido actuales y antiguos | Creadores de contenido actuales y antiguos | Creadores de contenido actuales y antiguos |
| Nacionalidad                               | Alias                                      | Nombre                                     |
| ------------------------------------------ | ------------------------------------------ | ------------------------------------------ |
| España                                     | BarbeQ                                     | Ernesto Folch Casanoves                    |
| España                                     | Ander                                      | Ander Cortés Antonio                       |
| España                                     | KNekro                                     | Sergio García Maroto                       |
| España                                     | Rioboo                                     | José Riobó                                 |
| Rumanía                                    | Suzyroxx                                   | Susana                                     |
| España                                     | LakshartNia                                | Nira Isabel África Fernández               |
| España                                     | Mayichi                                    | Maite Carrillo                             |
| España                                     | Pandarina                                  | Marina Sánchez Navarro                     |
| España                                     | Elisawaves                                 | Elisa Peña Casanova                        |
| España                                     | Karchez                                    | José Carlos Sánchez                        |
| España                                     | Amph                                       | Anay González                              |
| Colombia                                   | JuanSGuarnizo                              | Juan Sebastián Guarnizo                    |
| España                                     | Carola                                     |                                            |
| España                                     | Reven                                      | Antonio Pino Torres                        |
| España                                     | aXoZer                                     |                                            |
| España                                     | Skain                                      | David Carbó Ferrer                         |
| España                                     | PauSenpai                                  | Paula Gómez                                |
| España                                     | Shiro                                      | Miguel Ángel Traba Ruiz                    |
| Argentina                                  | Maylen                                     | Mailen                                     |
| España                                     | Sergio Ferra                               | Sergio Ferra Salcedo                       |
| España                                     | Black                                      | Alejandro García                           |
| España                                     | Kuentin                                    | Alejandro Cotrina Bellod                   |
| España                                     | Suja                                       | Pol Domínguez                              |
| España                                     | Perxitaa                                   | Jaume Cremades                             |
| España                                     | Mellado                                    | Jaime Mellado Fernández                    |
| España                                     | Rodenasink                                 | Marta Ródenas Pérez                        |
| España                                     | theakaleina                                |                                            |

## Simbología
El nombre del equipo, KOI, hace referencia a una leyenda china sobre los peces koi (un tipo de carpa), y cómo uno de ellos nadó en contracorriente a través del río llegando a lo más alto de una cascada para convertirse finalmente en un dragón. La mascota no oficial del equipo es un magikarp (un tipo de pokémon cuyo diseño se basa en el de una carpa, como indica su propio nombre) de color morado.

## League of Legends
Actualmente, League of Legends es el principal foco competitivo de la organización. Para el roster "academia" el club se denomina Finetwork KOI. El equipo se dio a conocer el 15 de diciembre de 2021 en el Palau Sant Jordi, estando su primer roster compuesto por los jugadores Enzo "SLT" Gonzalez (toplaner), Luís "Koldo" Pérez (jungla), Jørgen "Hatrixx" Elgåen (midlaner), Rafa "Rafitta" Ayllón Zapata (AD Carry) y Daniel "seaz" Binderhofer (apoyo). Ese mismo día se estrenaron en una serie amistosa a mejor de tres contra el equipo francés de deportes electrónicos Karmine Corp que ganarían con un 2-1, aunque el 8 de enero de 2022 jugaron la vuelta contra Kcorp en el Carrousel du Louvre en París, esta vez con victoria del conjunto francés con un 1-2. 
Su debut competitivo se dio el 10 de enero de 2022 en la Superliga LVP contra Barça eSports, marcando su primer récord de audiencia en ese entonces. Conseguirían la victoria en poco más de 20 minutos, generando ilusión y euforia entre la afición.
Al finalizar la última jornada de Superliga de la semana, KOI retransmitía en su canal de Twitch Discutiendo Tranquilamente, un programa donde varios invitados de la comunidad española de League of Legends comentaban la situación de los equipos de la competición, entre los que se incluía KOI, combinando seriedad con comedia.
El 16 de abril de 2022 se hizo pública la desvinculación de Jesús "Falco" Pérez de la organización, quien hasta ese momento ocupaba el cargo de entrenador principal.
El 11 de mayo de 2022 mediante una transmisión en directo en el canal de Twitch de Ibai Llanos se dieron a conocer las nuevas modificaciones hechas en el equipo de League of Legends de KOI para encarar el split de verano de la Superliga LVP.
En el streaming se conoció que Danusch "Arvindir" Fischer reemplazaría a Jesús "Falco" Pérez en el cargo de Primer Entrenador, anunciando también a Matti "WhiteKnight" Sormunen como nuevo toplaner y Francisco José "Xico" Cruz Antunes como midlaner. Por otra parte, los demás jugadores como Koldo, Rafitta y Seaz siguen en sus funciones con el equipo.
El día 21 de noviembre de 2022 se hizo pública la desvinculación de los jugadores Rafa "Rafitta" Ayllón Zapata (AD Carry) y Matti "WhiteKnight" Sormunen (Toplaner) de la organización. El día 3 de diciembre de 2022 la organización anunció a través de sus redes sociales la desvinculación del jugador Francisco José "Xico" Cruz Antunes, deshaciéndose de esta manera de tres quintos de su roster de 2022.
El día 16 de diciembre de 2022, durante el evento de fusión de KOI con Rogue en Gamergy, se anunciaron los rosters para las competiciones españolas y para competir en la LEC durante 2023. 
En el equipo de Finetwork KOI se encuentran los jugadores João Miguel "Baca" Novais Bigas como Midlaner, Luis "Koldo" Pérez como Jungla, Daniel "seaz" Binderhofer como Support, Damian "Lucker" Konefał como AD Carry y Jakub "Sinmivak" Rucki como Toplaner. En el personal técnico se encuentra Tiago "Aziado" Rodrigues como Primer Entrenador.
En el equipo de LEC participan los jugadores Mathias "Szygenda" Jensen como Toplaner, Kim "Malrang" Geun-seong como Jungla, Emil "Larssen" Larsson en la posición de Midlaner, Markos "Comp" Stamkopoulos como AD Carry, y Adrian "Trymbi" Trybus como Support. En el personal técnico se encuentran Simon "fredy122" Payne como Primer Entrenador y Danusch "Arvindir" Fischer.
El día 19 de enero de 2023, desde la división de eSports de League of Legends se dio a conocer de manera oficial que la League of Legends European Championship (LEC) permitiría a KOI y Team Heretics por primera vez en su historia como competición el Co-streaming oficial. De esta manera, tanto KOI como Team Heretics serían los primeros equipos en la historia (y también los primeros equipos españoles) de tener acceso al Co-streaming oficial de esta competición. Desde Riot Games se enfatizó que esto sería una prueba piloto y, de haberse demostrado su éxito, ofrecerían la posibilidad del Co-streaming oficial a otros equipos de la League of Legends European Championship (LEC).
Finalmente, el 21 de enero de 2023, fue KOI quien inauguró el primer co-streaming oficial en su partido contra BDS.

### Competiciones 2022
En la Superliga LVP, si bien durante las primeras 3 jornadas de la temporada regular del split de primavera el equipo parecía ser uno de los preferidos y mostraba un alto nivel en las partidas, desde la cuarta jornada en adelante KOI se vio en problemas al perder un total de 6 partidas de siete jugadas. La desastrosa racha de derrotas casi deja al equipo fuera de playoffs, aunque éste finalmente logró remontar algunas partidas hacia el final de la temporada regular en una carrera por llegar a playoffs que el equipo denominó la #KoiMiracleRun. El último partido que disputó lo hizo contra Giants Gaming: si lo ganaban, quedarían en tercera posición en la temporada, pero si lo perdían, quedarían en séptima posición y, por tanto, fuera de playoffs. El conjunto de KOI logró la victoria en el enfrentamiento y se clasificó de esta forma a playoffs. En la primera ronda disputada ganaron a Movistar Riders con un 3-1, pero en la siguiente ronda perdieron 0-3 contra BISONS ECLUB, siendo descalificados y quedando en cuarta posición. La victoria de BISONS contra Barça eSports eliminó sus esperanzas de clasificarse al European Masters.
Para el split de verano, KOI separaba caminos con Haatrix y Falco y dejaba como jugador inactivo a SLT. En su lugar, el club traía de la LEC a Matti "WhiteKnight" Sormunen para la Toplane, de la LFL a Francisco José "Xico" Cruz Antunes para la Midlane, y de la Prime League a Danusch "Airvindir" Fischer como entrenador principal, esperando mejorar el resultado de primavera. El equipo, sin embargo, tuvo un comienzo algo desastroso, aunque eventualmente lograría alcanzar las ansiadas victorias y conseguiría clasificarse a Playoffs con 9 victorias y 9 derrotas al vencer en el último partido de la temporada al campeón de la Superliga en ese momento, Fnatic TQ, en un partido que dejaba fuera de la competición al perdedor. En octavos de final, consagró su pase a cuartos de final derrotando en un mejor de cinco a G2 Arctic con un ajustado 3-2. Sin embargo, fueron derrotados en cuartos con un 1-3 por BISONS, el mismo equipo que los había eliminado el split anterior y que, nuevamente, poniendo fin al sueño de ganar la liga y competir en el European Masters.
Posteriormente en la Iberian Cup, el equipo de League of Legends salió victorioso en 3 partidos consecutivos, enfrentándose a grandes rivales como Zest, Case Esports y Fnatic TQ. De esta forma, KOI logró llegar por primera vez desde su conformación como organización de deportes electrónicos, a una semifinal en su equipo de League of Legends pero siendo finalmente derrotados sorpresivamente ante UCAM Tokiers, sin la posibilidad de experimentar una final.

### Competiciones 2023
El 16 de enero de 2023, Finetwork KOI tuvo su primer partido en la Superliga LVP contra UCAM Tokiers, siendo derrotados en el mismo encuentro. En su segundo partido, fueron derrotados por Barça eSports. En su tercer partido, volvieron a perder de manera consecutiva en su primera semana, contra BISONS ECLUB.
En su segunda semana de la temporada regular, Finetwork KOI inició con una victoria ante Guasones, deshaciéndose finalmente del resultado O-3 en la competición. Posteriormente, fueron derrotados por Los Heretics. En las jornadas 6 y 7,  lograron vencer a Fnatic TQ y a Movistar Riders. Lamentablemente, las cosas no continuaron tan bien para la organización. Desde la jornada 8 en adelante, Finetwork KOI acumuló 4 derrotas consecutivas. Luego, hubo una excepción a la racha tras la victoria contra Guasones, pero retomando posteriormente una ininterrumpida racha de derrotas, acumulando actualmente resultados de 5 victorias a 11 derrotas.
De esta manera, Finetwork KOI se encuentra en puestos de descenso, con una actual novena posición de la Superliga LVP. Debido a esto, Finetwork KOI no ha logrado clasificar a play-offs. Como consecuencia de estos resultados, Ibai Llanos en el canal de Twitch de la organización, explicó que esta situación ha sido "una absoluta verguenza de split y una absoluta decadencia de lo que es la imagen y marca a un nivel brutal" afirmando que "Es algo que obviamente no puede volver a pasar".
El 21 de enero de 2023, KOI (previamente "Rogue") debutó por primera vez con su nuevo nombre en la League of Legends European Championship (LEC) en un enfrentamiento contra BDS, logrando la victoria. El 22 de enero de 2023, se enfrentó a Excel Esports ganando nuevamente. Finalmente, cerraron la primera semana de LEC con una derrota ante Fnatic. Luego, los días 28, 29 y 30 de enero, sufrió una derrota ante Team Heretics, MAD Lions y SK Gaming. El 4 de febrero de 2023, KOI consagró su victoria ante Team Vitality y perdió al día siguiente contra G2 Esports. Finalmente, el 6 de febrero ganó en su enfrentamiento a Astralis.
Durante la fase de grupos, KOI derrotó consecutivamente a Team Vitality y SK Gaming, abriéndose paso a la semifinal de la liga contra G2 Esports. En la semifinal del upper bracket el equipo fue derrotado ante G2 Esports, y nuevamente, en la semifinal del lower bracket contra MAD Lions. De esta manera, KOI se consagró con la tercera posición de la temporada de invierno de la League of Legends European Championship (LEC).

### Plantilla League of Legends
La plantilla principal de KOI compite en la League of Legends EMEA Championship (LEC), la máxima competición europea de League of Legends.
| Plantilla actual de League of Legends en LEC | Plantilla actual de League of Legends en LEC | Plantilla actual de League of Legends en LEC | Plantilla actual de League of Legends en LEC | Plantilla actual de League of Legends en LEC |
| Nacionalidad                                 | Alias                                        | Nombre                                       | Rol                                          |                                              |
| -------------------------------------------- | -------------------------------------------- | -------------------------------------------- | -------------------------------------------- | -------------------------------------------- |
| España                                       | Myrwn                                        | Alex Villarejo Pastor                        | Toplaner                                     |                                              |
| España                                       | Elyoya                                       | Javier Prades Batalla                        | Jungla                                       |                                              |
| Canadá                                       | Jojopyun                                     | Joseph Joon Pyun                             | Midlaner                                     |                                              |
| España                                       | Supa                                         | David Martínez García                        | Tirador                                      |                                              |
| España                                       | Alvaro                                       | Álvaro Fernández del Amo                     | Apoyo                                        |                                              |
| España                                       | Melzhet                                      | Tomás Campelos Fernández                     | Entrenador Principal                         |                                              |
| Francia                                      | Zeph                                         | Quentin Viguié                               | Entrenador Asistente                         |                                              |

#### Academia
La organización cuenta con una plantilla academia que compite en la Superliga, la máxima competición nacional de League of Legends en España, bajo el nombre de Movistar KOI Fénix. 
| Plantilla actual de Movistar KOI | Plantilla actual de Movistar KOI | Plantilla actual de Movistar KOI | Plantilla actual de Movistar KOI | Plantilla actual de Movistar KOI |
| Nacionalidad                     | Alias                            | Nombre                           | Rol                              |                                  |
| -------------------------------- | -------------------------------- | -------------------------------- | -------------------------------- | -------------------------------- |
| Suecia                           | Spooder                          | Muhanad Maitham Sharad           | Toplaner                         |                                  |
| Lituania                         | Eckas                            | Edgaras Strazdauskas             | Jungla                           |                                  |
| Polonia                          | Fresskowy                        | Bartłomiej Przewoźnik            | Midlaner                         |                                  |
| Suecia                           | UNF0RGIVEN                       | William Nieminen                 | Tirador                          |                                  |
| Eslovaquia                       | kamilius                         | Kamil Košťál                     | Apoyo                            |                                  |
| Países Bajos                     | Raqo                             | Max Temminck                     | Entrenador Principal             |                                  |

#### Femenino
La organización cuenta con una plantilla femenina que compite en la Equal Esports Cup (EEC), una competición femenina y no binaria europea de League of Legends, bajo el nombre de KOI Amethyst.
| Plantilla actual de KOI Amethyst | Plantilla actual de KOI Amethyst | Plantilla actual de KOI Amethyst | Plantilla actual de KOI Amethyst | Plantilla actual de KOI Amethyst |
| Nacionalidad                     | Alias                            | Nombre                           | Rol                              |                                  |
| -------------------------------- | -------------------------------- | -------------------------------- | -------------------------------- | -------------------------------- |
| España                           | Emolga                           | Lorena Ortiz Martinez            | Toplaner                         |                                  |
| Países Bajos                     | Evelyn                           | Evelyn Meddeler                  | Jungla                           |                                  |
| Alemania                         | Lilium                           | Lilly Katarina Cintosun          | Midlaner                         |                                  |
| España                           | Shirayuki                        | Jessica Lucy Domínguez Puerta    | Tirador                          |                                  |
| España                           | Indifferent                      | Victoria de la Torre Serna       | Apoyo                            |                                  |
| Grecia                           | Rigas                            | Rigas Papadopoulos               | Entrenador                       |                                  |
| Austria                          | Jay                              | Jasmin Ajanovic                  | Entrenador                       |                                  |

## Valorant
En el primer equipo de Valorant se encontraban inicialmente los jugadores Gabriel "starkk" Marques, Ladislav "Sacake" Sachr, Oskar "PHYRN " Palmqvist, Joona "H1ber" Parviainen,  Gabriel "shrew" Gessle y Gerard Vicente "ThoR" Domínguez como suplente. 
El día 27 de abril de 2022 se hizo pública la salida del jugador Joona "H1ber" Parviainen del equipo de Valorant a través de las redes sociales de la organización. El 5 de mayo de 2022 se incorpora el jugador Famsii tras la salida de H1ber.
El 14 de diciembre de 2022 se hizo pública la desvinculación de Alberto "Neptuno" González de la organización.
El día 16 de diciembre de 2022, durante el evento de fusión de KOI con Rogue en Gamergy, se anunció el nuevo equipo que competiría en la Valorant Champions Tour (VCT), y abandonando por tanto las ERL en las que KOI Valorant competía previamente.
Así, el equipo se encuentra conformado por Jose "koldamenta" Herrero, Bogdan "Sheydos" Naumov, Nikita "trexx" Cherednichenko y Berkant "Wolfen" Joshkun. En el personal técnico se encuentra André "BARBARR" Möller como Primer Entrenador y Alex "goked" Kie como Strategic Coach.
El día 4 de enero de 2023, se anunció la incorporación de Patryk "Starxo" Kopczyński al equipo de KOI Valorant.
El día 3 de febrero de 2023 se anunció la incorporación de Tyler "Bambino" Jay como nuevo analista y Assistant Coach de Valorant VCT.

### Competiciones 2022
Debutaron oficialmente en la Valorant Spain: Rising el 15 de febrero de 2022 en un partido contra Case eSports. En la misma liga llegaron a semifinales, donde sufrieron una derrota contra Rebels Gaming.
En el split de Verano de la  Valorant Spain: Rising el equipo tuvo serias complicaciones, con tan solo 5 partidos ganados y 13 perdidos, lo que les hizo correr el riesgo de bajar a segunda división. Por este motivo, la organización decidió fichar, durante la temporada, tanto al finalista de la temporada de primavera Alberto "Neptuno" González Molinillo, en lugar de Gabriel "starkk" Marques y al jugador Martin "Magnum" Penkov, quien provenía de Fnatic, para sustituir a Gabriel "shrew" Gessle e intentar mejorar los resultados. Al final de la temporada, los dos últimos clasificados de la temporada de verano de la  Valorant Spain: Rising, Finetwork Koi y Herbalife Real Betis, se enfrentarían en un duelo directo para evitar el descenso a la segunda división. Finalmente, el equipo de KOI se alzaría con la victoria por un resultado de 3-1, manteniendo así su plaza en la primera división del Valorant nacional.

### Competiciones 2023
El día 13 de febrero de 2023, KOI compitió en la Valorant VCT Lock In, siendo derrotados por NRG.
El día 19 de mayo de 2023, KOI quedó eliminado de los playoffs de la Valorant Champions Tour Emea 2023 al perder por 2-1 contra Team Liquid, quedando así en la posición número 9/10 en el ranking final de la liga de Valorant europea con 2 victorias y 7 derrotas.
El día 22 de julio de 2023, KOI quedó eliminado del Valorant Champions Tour Emea 2023- Last Chance Qualifier al perder por 3-0 contra Natus Vincere, quedando así en la posición número 3/6 en este torneo, lo que les dejó a una sola victoria de poder clasificar a la fase de grupos de la Valorant Champions 2023, el torneo más importante del circuito oficial de Valorant en 2023.
El día 2 de noviembre de 2023, KOI participó en su primera y por ahora última competición de Valorant en 2023, la Crossfire Cup 2023, siendo esta una competición de Off-season organizada por la Liga de Videojuegos Profesional en la que solo fueron invitados equipos de España, Italia y Portugal. El equipo español fue invitado directamente a las fases finales junto a otros 2 equipos españoles y con una plaza en la Valorant Champions Tour Emea 2023,  Team Heretics y Giants Gaming. KOI fue derrotado el mismo día 2 de noviembre al perder 3-2 contra Case Esports.

### Plantilla Valorant
| Valorant VCT | Valorant VCT | Valorant VCT      | Valorant VCT           | Valorant VCT |
| Nacionalidad | Alias        | Nombre            | Rol                    |              |
| ------------ | ------------ | ----------------- | ---------------------- | ------------ |
| Polonia      | kamo         | Kamil Frąckowiak  | Duelista               |              |
| Polonia      | grubinho     | Grzegorz Ryczko   | Controlador            |              |
| Rusia        | Sheydos      | Bogdan Naumov     | Centinela              |              |
| Suecia       | ShadoW       | Tobias Flodström  | Iniciador              |              |
| Polonia      | Starxo       | Patryk Kopczyński | Flex (IGL)             |              |
| Suecia       | BARBARR      | André Möller      | Entrenador Principal   |              |
| España       | aer0z        | Mark Ochoa        | Entrenador Estratégico |              |
| Reino Unido  | Bambino      | Tyler Jay         | Analista               |              |

## Teamfight Tactics
El jugador que representa a KOI en las competiciones de TFT es Antonio "Reven" Pino, exjugador profesional de League of Legends y quien también había competido previamente a nivel profesional en Teamfight Tactics. Con Reven como jugador referente de KOI en TFT, el club ha llegado a estar Top 5 de Europa y Top 1 de España en la Golden Spatula Cup #1 y estuvo bastante cerca de su clasificación a los mundiales del mismo juego.

## FIFA 23
Para las competiciones de FIFA 23, KOI cuenta con los jugadores Jacobo "Chousita" Chousa, José Bailón y por último, Carlos “Lgend” Pereiras como entrenador, quien previamente trabajaba con DUX Gaming.
En 2022 compitieron en la eChampions League, con la clasificación de José Bailón a la fase presencial de la liga los días 18 y 19 de febrero de 2023 en Londres. El 18 de febrero de 2023, José Bailón se clasificó a la fase final de la competencia misma.
El 1 de febrero de 2023, ganaron con el FC Andorra en el primer partido de la eLaLiga Santander. El 3 de febrero de 2023 lograron la victoria como campeones de segunda división de la misma liga.
El 2 de febrero de 2023, en su primer partido de la FIFAe Club Series, lograron su victoria clasificando al segundo día de la competición.

## Rocket League
El equipo de Rocket League de KOI se encuentra conformado por "Night", Christopher "Aqua" Campbell, Jirair "Gyro" Papazian. En el personal técnico se encuentra Gabriel "CorruptedG" Vallozzi como Entrenador.
El día 25 de enero de 2023, KOI anunció a través de sus redes sociales el fichaje de "Night" como jugador para su equipo de Rocket League.
El día 29 de enero de 2023 KOI anunció que Ander Cortés Antonio, retransmitiría los partidos de la RLCS 2022-23 Winter Open: Closed Qualifier. Ese mismo día KOI logró la clasificación al main event, los días 3 a 5 de febrero de 2023. El 13 de febrero de 2023, KOI volvió a clasificarse al Winter Cup Main Event de RLCS. El día 17 de febrero de 2023, KOI logró su clasificación a cuartos de final de la RLCS 2022-23.
| Plantilla actual de Rocket League | Plantilla actual de Rocket League | Plantilla actual de Rocket League | Plantilla actual de Rocket League |
| Nacionalidad                      | Alias                             | Nombre                            | Rol                               |
| --------------------------------- | --------------------------------- | --------------------------------- | --------------------------------- |
| Estados Unidos                    | Gyro                              | Jirair Papazian                   | Jugador                           |
| Canadá                            | Sosa                              | Gianluca Petrozza                 | Jugador                           |
| Estados Unidos                    | Cheese                            | Carlos Aguado                     | Jugador                           |
| Canadá                            | CorruptedG                        | Gabriel Vallozzi                  | Entrenador                        |

## Rainbow Six Siege
El equipo de Tom Clancy's Rainbow Six: Siege de KOI se encuentra compuesto por los jugadores Tom "Deapek" Pieksma, Juhani "Kantoraketti" Toivonen, Pascal "cryn" Alouane, Leon "LeonGids" Giddens y William "Spoit" Löfstedt.
El 7 de febrero de 2023 KOI debutó en el Six Invitational 2023 contra G2 Esports, perdiendo el encuentro. El 9 de febrero de 2023, KOI derrotó a Eleven. El 10 de febrero de 2023, KOI ganó a Spacestation Gaming. El 11 de febrero de 2023, KOI ganó a W7M Esports. El 14 de febrero de 2023, KOI ganó a Darkzero, clasificándose a las semifinales. El 15 de febrero, KOI fue derrotado por W7M Esports. El 17 de febrero, KOI fue derrotado ante Astralis, finalizando así su recorrido por el Six Invitational 2023.
El 8 de febrero de 2023, KOI anunció a través de sus plataformas sociales, el fichaje por la creadora de contenido "lMAngelikaa", quien representará en contenido al equipo de KOI en Rainbow Six Siege, "London Loyal Ravens". El día 15 de febrero de 2023, se anunció también la incorporación de "Jukeyz" como creador de contenido para el equipo.